# Me and Simon
Me and Simon är den svenska sångerskan Lalehs tredje studioalbum som släpptes 21 januari 2009.

## Låtlista
| Nr           | Titel         | Längd |
| ------------ | ------------- | ----- |
| 1.           | Big City Love | 3:40  |
| 2.           | Simon Says    | 3:53  |
| 3.           | Mysteries     | 3:25  |
| 4.           | Go Go         | 3:55  |
| 5.           | Roses         | 4:54  |
| 6.           | The End       | 5:06  |
| 7.           | Nation        | 4:04  |
| 8.           | History       | 1:00  |
| 9.           | Farda         | 4:15  |
| 10.          | Snö           | 4:19  |
| 11.          | Bjurö klubb   | 4:54  |
| 12.          | Svalorna      | 4:30  |
| 13.          | Lär mig om    | 2:52  |
| Total längd: | Total längd:  | 50:46 |

## Listplaceringar
| Lista (2009) | Topplacering |
| ------------ | ------------ |
| Sverige      | 2            |